# Armistead Neely
Armistead Neely (Lookout Mountain, 19 marzo 1947 – Mobile, 7 marzo 2024) è stato un tennista statunitense.

## Carriera
Nei tornei del Grande Slam ottenne il suo miglior risultato raggiungendo i quarti di finale di doppio agli US Open nel 1975, in coppia con lo svedese Tenny Svensson.